# کیش‌سکرش
کیش‌سِکِرِش (به مجاری:  Kisszekeres) یک منطقهٔ مسکونی در مجارستان است که در ناحیه فهردیارمات واقع شده‌است. کیش‌سکرش ۱۴٫۶۷ کیلومتر مربع مساحت و ۵۵۵ نفر جمعیت دارد.